# Abschirmung (Gravitation)
Die Abschirmung der Gravitation (auch Absorption der Gravitation) ist ein hypothetischer Prozess, bei dem ein Objekt gegen den Einfluss des Gravitationsfeldes – zumindest teilweise – abgeschirmt wird, was zu einer Verringerung des Gewichts des Objektes führen soll.
Kein von der Fachwelt anerkanntes und mehrfach reproduziertes Experiment konnte bislang erfolgreich positive Abschirmungsresultate erbringen. Nach derzeitigem Kenntnisstand widerspricht jegliche Abschirmung der Gravitation dem Äquivalenzprinzip der allgemeinen Relativitätstheorie von Albert Einstein, welches bislang bei allen Experimenten bestätigt wurde.

## Tests des Äquivalenzprinzips
Um die Größenordnung der Abschirmung zu quantifizieren, schlug Quirino Majorana den Koeffizienten h vor, welcher das Newtonsche Gravitationsgesetz auf folgende Weise modifizieren soll:
{\displaystyle F={\frac {GMm}{r^{2}}}e^{-h\int \rho (r)dr}}
Die besten Labormessungen haben einen oberen Abschirmungsgrenzwert von 4,3×10−15 m²/kg ergeben. Jedoch legen astronomische Beobachtungen einen sehr viel strengeren Grenzwert nahe. Basierend auf Beobachtungen der Mondumlaufbahn von 1908, legte Henri Poincaré fest, dass h nicht größer als 10−18 m²/kg sein dürfe. Auch diese Grenze wurde inzwischen präzisiert. Eckhardt (1990) setzte einen oberen Grenzwert von 10−22 m²/kg fest, und Williams et al., (2006) haben dies auf h = (3 ± 5)×10−22 m²/kg erhöht, wobei dieser Wert kleiner ist als die Messungenauigkeit. Für einen Überblick über die aktuellen experimentellen Grenzwerte siehe Bertolami et al.
Die Konsequenz dieser negativen Resultate (welche in guter Übereinstimmung mit der Allgemeinen Relativitätstheorie sind) ist, dass jegliche Theorie, welche eine allgemeine Abschirmung der Gravitation beinhaltet, wie z. B. die Le-Sage-Gravitation, widerlegt ist bzw. diesen Effekt auf eine unmessbare Größe verringern muss.

## Majoranas Experimente und Russells Kritik
Quirino Majorana führte um 1920 mehrere Experimente durch und behauptete, ein positives Abschirmungsergebnis erbracht zu haben. Da Majorana ein bekannter und respektierter Experimentalphysiker war, ging Henry Norris Russell auf diese Ergebnisse ein. Dabei zeigte er auf, dass diese Ergebnisse seiner Meinung nach nichts mit einer Abschirmung der Gravitation zu tun haben können, ansonsten wären, unter Benutzung von Majoranas Wert für h, die Stände der Tiden auf dem gegenüberliegenden Teil der Erde nur halb so hoch, wie auf der der Sonne zugewandten Seite.
Falls Majoranas Messergebnisse nicht auf Messfehler zurückzuführen sind, muss Russell zufolge nach einer anderen Erklärung gesucht werden. Er schlug daher eine Modifikation der allgemeinen Relativitätstheorie (ART) vor, wonach die Masse eines Körpers in der Nähe eines anderen Körpers abnehmen soll und wodurch das Äquivalenzprinzip erhalten bleiben würde. Russell betonte aber, dass diese Massenvariation nicht als Abschirmung der Gravitation zu verstehen ist. Russells Theorie der Massenveränderlichkeit im Rahmen der ART wird jedoch von der Fachwelt nicht akzeptiert.
Da jedoch eine exakte Reproduktion des genauen Versuchsaufbaues von Majorana bislang nicht vorliegt, wird weiterhin spekuliert. Die negativen Ergebnisse bei der Überprüfung des Äquivalenzprinzips (siehe die Beschreibung oben) lassen in der Fachwelt einen gravitativ bedingten Effekt eher unwahrscheinlich erscheinen. Siehe z. B. die Erklärung von Coïsson et al., welche zwar an den positiven Ausgang des Experimentes glauben, jedoch jeglichen Zusammenhang mit einer Abschirmung der Gravitation ablehnen.
Für einen historischen Überblick über die Versuche, eine Abschirmung der Gravitation nachzuweisen, siehe den Artikel von Martins.

## Sichtweisen außerhalb des Mainstream
Obwohl solche Konzepte weitgehend abgelehnt werden, finanziert z. B. die NASA weiterhin Forschungen in diese Richtung.
Einen gewissen Bekanntheitsgrad besitzen auch die Abschirmungsexperimente von Jewgeni Podkletnow mit rotierenden Supraleitern, welche angeblich positiv mit einer Variation des Gewichts von 0,5 % bis 2 % ausgefallen sein sollen. Dies ist ein Vielfaches dessen, was als obere Grenze bei den Überprüfungen des Äquivalenzprinzips angegeben wurde. Podkletnovs Ergebnisse und Begründungen werden von der Fachwelt deshalb nicht akzeptiert und konnten von verschiedenen Experimentatoren nicht bestätigt werden. Der von ihm angeblich gemessene Effekt wird auch als Antigravitation bezeichnet.